# عين البيضا (اللاذقية)
عين البيضا بلدة سورية تتبع منطقة اللاذقية في محافظة اللاذقية. بلغ عدد سكان الناحية 2800 نسمة حسب تصريحات صحفية عام 2009.
يعمل سكان القرية بالزراعة، بحيث تنتشر أشجار الزيتون والحمضيات على طول مساحات القرية، تقع في شمال اللاذقية تبتعد حوالي 20كم عن مركز المحافظة، ترتفع حوالي 230م عن سطح البحر، تتمتع بمناخ اصطياف مميز وتعد مقصد سياحي جيد، تضم عدداً من القرى هي: التربة والقلوف والخابورية  و خربة الجوزية بحيث يصل تعداد سكانها 5500 نسمة.

بلديتها قديمة جداً من قدم الناحية، بحيث كان يمارس مدير الناحية منذ عام 1954 دور رئيس البلدية أيضاً، وبالتالي البلدية تم إنشاؤها عام 1954، تضم /24/ قرية وفيها /5/ بلديات.

## الموقع
تقع على هضبة بيضوية الشكل، تربتها بيضاء على جانبيها يمر نهرا الكبير الشمالي والعرب، فتبدو وكأنها جزيرة. وقد سكنها الناس قديما وأقاموا في خرب سميت بأسماء عدة بعضها "خربة برطق وخربة المقيبيقة وخربة عاكف وخربة بيت الراعي وخربة براقنتي، وما تزال بقايا تلك الخرب موجودة في محيط القرية.

## التسمية
سميت القرية نسبة لعين ماء تنبع من صخرة بيضاء موجودة فيها، وقد بنى الناس بيوتهم حولها فقد كانت مركز تجمعهم وهي تروي قريتي عين البيضا والتربة.